# Football Club Pro Vasto 2006-2007
Questa voce raccoglie le informazioni riguardanti il Football Club Pro Vasto nelle competizioni ufficiali della stagione 2006-2007.